# شهرستان ورانچا
شهرستان ورانچا (به لاتین: Vrancea County) یک județ در رومانی است که در رومانی واقع شده‌است.

## خصوصیات
شهرستان ورانچا ۳۸۷٬۶۳۲ نفر جمعیت دارد.